# 今帰仁朝義
今帰仁朝義（なきじん ちょうぎ、康熙41年11月2日（1702年12月20日） - 乾隆52年8月27日（1787年10月7日））は琉球王国第二尚氏王統の人。尚韶威・今帰仁王子朝典を元祖とする向氏具志川御殿の十世で、唐名は尚宣謨、童名を思徳金という。はじめ名乗は「朝忠」であったが、「忠」の字が禁字となったため、のち「朝義」に改めた。
三度の上国の経験をもち（うち一回は江戸上り）、尚穆の冊封にさいしては摂政として任にあたった。また琉球における消防庁、総与方が創設されたときには最初の按司奉行の一人となった。
ところで同家は元祖：尚韶威・今帰仁王子朝典から代々 今帰仁間切の総地頭職とともに、北山監守を世襲してきた家であるが、朝義の曾祖父にあたる向従憲・今帰仁按司朝幸の代（1665年）に、今帰仁間切から首里に住むように命ぜられ転居していた。しかしのちにこの城域が郡民の管理に委ねられようとしたさい、朝義はこれまでのいきさつを上申し、それを防ぎ、従来通り同家が城域を管理することとなった。朝義は城内に「山北今帰仁城監守来歴碑記」を立て、その来歴を記した。

## 系譜
父：向鳳彩・今帰仁按司朝季の長男として生まれる（母は無系真鍋樽）。父には正室があったが、子ができなかったため真鍋樽を側室として娶り、そのあいだに生まれたのが朝義である。また父は16歳のときに今帰仁間切内の女子と一女をもうけており、これが姉の真増金である。朝義は室に向氏真松金をむかえ、子を五人もうけるも男子がなかった。ために嫁いだ三女の子を嗣子とし、家統を継がせた。
- 父：向鳳彩・今帰仁按司朝季
- 母（父の正室）：向氏思武太金・司雲上按司　（向殿柱・喜屋武按司朝里の長女）
- 姉の母（父の妾か）：無系真蒲戸　（今帰仁間切親泊村親泊仁屋の娘）
  - 姉（長女）：真増金　（孟氏仲宗根筑登之親雲上幸矩に嫁ぐ）
- 実母（父の側室）：無系真鍋樽　（大里間切与那原村上原筑登之親雲上の娘）

- 室：向氏真松金・湧川按司　（向兆鳳・小波津按司朝恒の次女）
  - 長女：思亀　（夭死）
  - 次女：思戸金　（夭死）
  - 三女：武樽金　（蔡寅・具志頭親方得興に嫁ぐ）
    - 孫（三女の子）：尚弘猷・今帰仁王子朝賞　（嗣子となる）

  - 四女：真鍋樽金　（未婚）
  - 五女：真松金　（向永隆・羽地按司朝英に嫁ぐ）
  - 嗣子（三女の子）：尚弘猷・今帰仁王子朝賞

## 経歴（月日は旧暦）
- 1702年（康熙41）11月2日　生まれる。
- 1716年（康熙55）8月6日　カタカシラを結う。今帰仁間切運天の名島を賜る（→向宣謨・運天按司朝忠）。
- 1724年（雍正2）7月27日　父：向鳳彩・今帰仁按司朝季が亡くなる。
  - 9月21日　父の跡を継ぎ今帰仁間切の総地頭となる（→向宣謨・今帰仁按司朝忠）。
- 1726年（雍正4）12月21日　署寺社奉行となる。
- 1730年（雍正8）12月15日　寺社奉行となる。
- 1732年（雍正10）8月15日　御殿の堂号を徹淵堂とする。
- 1735年（雍正13）12月14日　大与奉行となる。
- 1740年（乾隆5）閏5月18日　薩摩へ上国のため那覇港を出発。このときの儀者の一人に向廷瑛・玉城里之子親雲上朝喜（のちの奥平親雲上朝喜）がいた。
  - 閏5月26日　薩摩の琉球仮屋に到着。
  - 10月13日　公務を全て終え、鹿児島を発つ。
  - 10月25日　帰国。
  - 12月19日　大与奉行となる。
- 1741年（乾隆6）9月29日　（初代の）総与頭職につく。同僚は向氏名護按司朝栄、向氏小禄按司朝朗、向氏喜屋武按司朝寛、向氏具志川按司朝利、向氏美里按司朝昌。
- 1742年（乾隆7) 8月25日　今帰仁城が郡民の管理になろうとしていることに対し、覚を奏上。今帰仁城は従来の通り同家の管理となる。
- 1745年（乾隆10）12月18日　御系図奉行となる。
- 1747年（乾隆12）4月6日　島津宗信の家督相続を祝う慶賀使に任命される。またこのとき王子位に陞る（→尚宣謨・今帰仁王子朝忠）。
- 1748年（乾隆13）6月1日　薩摩へ上国のため那覇港を出発。
  - 6月11日　鹿児島城下に到着。
  - 10月11日　薩摩滞在中に島津吉貴が亡くなる。
- 1749年（乾隆14）2月19日　公務を全て終え、鹿児島を発つ。
  - 3月16日　帰国。
  - 8月16日　今帰仁城内に「山北今帰仁城監守来歴碑記」を建立。
- 1751年（乾隆16）8月16日　王世子尚穆登位に伴う江戸上りの正使に任命される。
- 1752年（乾隆17）6月4日　上国のため那覇港を出発。
  - 6月13日　薩摩の琉球仮屋に到着。
  - 9月11日　島津重年とともに鹿児島を出発。
  - 11月4日　大坂に到着。8日には大坂をたち翌日には伏見に到着。さらに12日伏見を発った。
  - 12月2日　江戸に到着。
  - 12月15日　島津重年とともに徳川家重に謁見。
  - 12月28日　江戸での公務を終え、鹿児島へ出発。
- 1753年（乾隆18）3月1日　鹿児島到着。
  - 3月26日　公務を全て終え、鹿児島を発つ。
  - 4月9日　帰国。
  - 12月1日　大与総奉行となる。
- 1753年-1755年ごろ（乾隆18-20）　このころ名乗「朝忠」の「忠」の字が禁字となり、名を「朝義」に改める（→尚宣謨・今帰仁王子朝義）。
- 1755年（乾隆20）9月8日　摂政に任命される。
- 1756年（乾隆21）7月8日　尚穆冊封のための冊封使が来琉し、朝義は摂政として諭祭から七宴の全ての行事に参加する。
- 1757年（乾隆22）4月12日　久米島の具志川間切を加授される。
- 1770年（乾隆35）11月11日　致仕する。
- 1787年（乾隆52）8月2日　亡くなる（享年86）。